# Mirja Boes
Pour les articles homonymes, voir Boes.
Mirja Boes, née le 3 septembre 1971 à Viersen, est une actrice, comique et chanteuse de schlager allemande.
En 2001, sous le nom d'artiste Möhre (carotte), elle sort un album de schlager Das Party Album avec notamment le tube 20 Zentimeter.